# Galvanòmetre d'Einthoven
|  | No s'ha de confondre amb Fonocardiograma. |

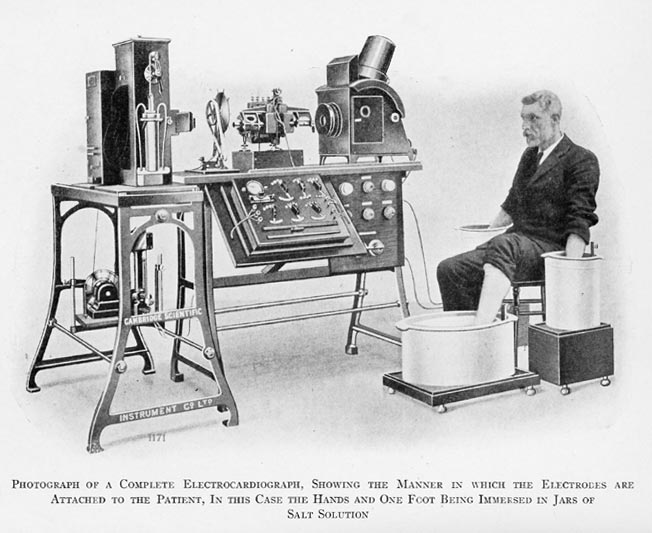

El galvanòmetre de filament, galvanòmetre d'Einthoven o també electrocardiògraf d'Einthoven'', és un dels primers instruments que va poder detectar i registrar els dèbils corrents elèctrics produïts pel cor humà, registrant el que espot definir com la primera electrocardiografia. Les màquines originals van aconseguir " tal nivell de perfecció tècnica, que molts electrocardiògrafs actuals no aconsegueixen enregistraments tant fiables i sense distorsions" Einthoven va rebre el Premi Nobel de Fisiologia o Medicina el 1924 per tota la seva obra.

## Història

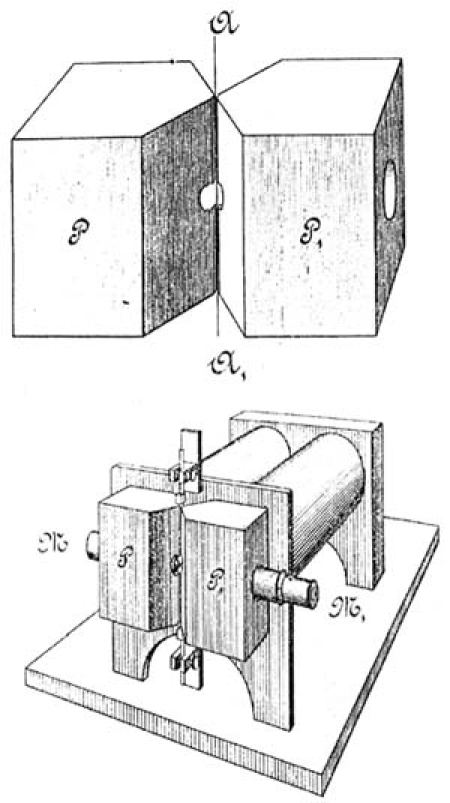
Esquema del galvanòmetre d'Einthoven amb el filament de quars com a-a'- 1903

Abans del galvanòmetre de filament, els científics utilitzaven una màquina anomenada electròmetre capil·lar per mesurar l'activitat elèctrica del cor, però aquest dispositiu no va poder produir resultats a un nivell de diagnòstic. Willem Einthoven va inventar el galvanòmetre de filament a la Universitat de Leiden a principis del segle xx, publicant el primer registre del seu ús per gravar un electrocardiograma en un llibre "Festschrift" el 1902. El primer electrocardiograma humà es va registrar el 1887, no obstant això, no va ser fins al 1901 que es va obtenir un resultat quantificable del galvanòmetre de filament. El 1908, els metges Arthur MacNalty, M.D. Oxon i Thomas Lewis (cardiòleg), es van unir per convertir-se en els primers de la seva professió en aplicar l'electrocardiografia al diagnòstic mèdic. Einthoven va ser guardonat amb el Premi Nobel de Fisiologia o Medicina el 1924 pel seu treball.

## Mecànica
La invenció d'Einthoven consistia en un filament de quars recobert de plata, d'uns cm de llargària (vegeu dibuix) i de massa insignificant, pel que es feien circular els corrents elèctrics del cor. Aquest filament tenia uns potents electroimants situats a cada costat del filament, el que provocava un desplaçament lateral del filament proporcional al corrent del camp electromagnètic, que circulava per ell. El moviment del filament era fortament ampliat i projectat òpticament a través d'una ranura prima sobre una placa fotogràfica en moviment.
El filament es feia originalment estirant un filament de vidre a partir d'un gresol de vidre fos. Per produir un filament prou llarg, es disparava una fletxa perquè arrossegués el filament de vidre fos. Llavors el filament produït, es recobria amb plata per proporcionar un camí conductor al corrent.
La màquina original requeria un refredament d'aigua per als potents electroimants, requeria 5 operadors el pes total era d'unes 600 lliures (300kg).

### Procediment

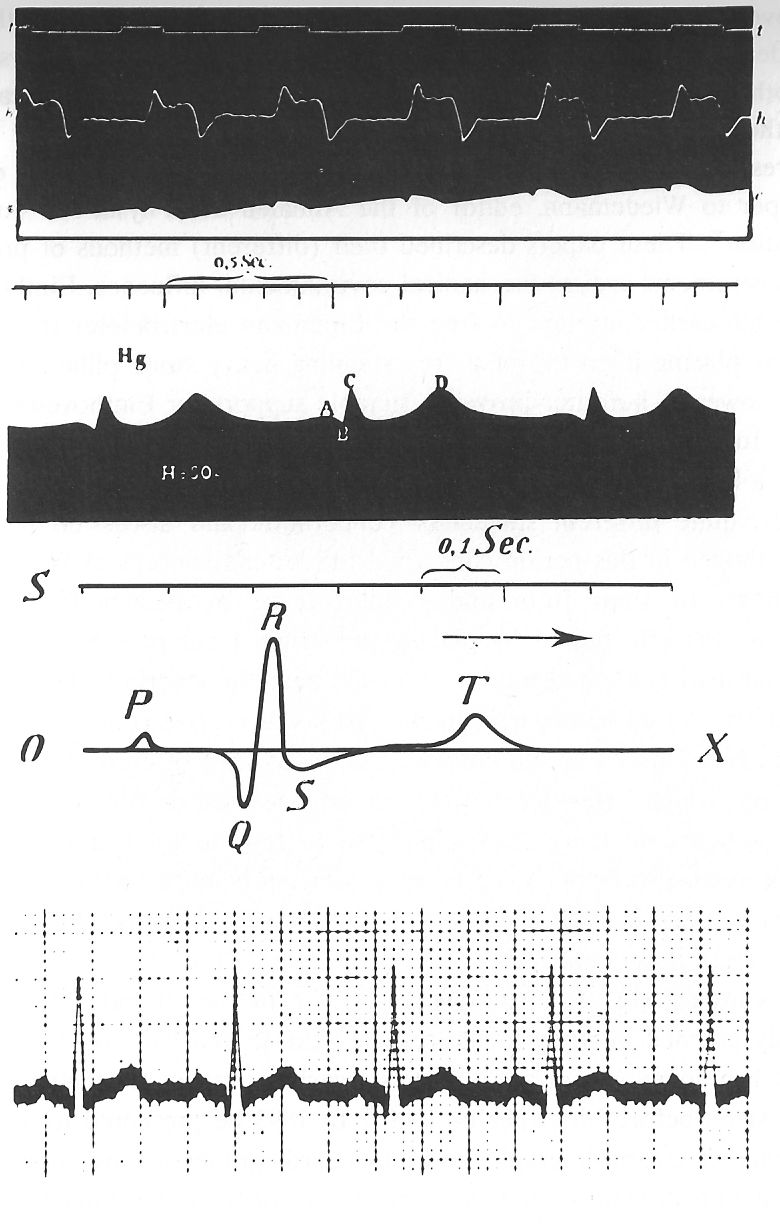
ECG: de Waller i d'Einthoven,comparats. Nº1 apicocardiograma o electrocardiograma de Waller (límit entre blanc i negre; Nº2 i 3: Enregistrament millorat de l'ECG fet per Einthoven amb l'electròmetre capil·lar modificat. El traçat inferior és l'ECG reconstruït i corregit matemàticament que té gran semblança amb la gravació obtinguda amb el galvanòmetre d'Einthoven Nº4: electrocardiograma modern amb escala mil·limètrica

El pacient estava assegut amb els dos braços i la cama esquerra immersos per separat dins d'unes galledes amb una solució salina. Aquestes galledes actuaven com a elèctrodes per conduir el corrent de la superfície de la pell cap al filament. Els tres punts de contacte d'elèctrode sobre aquests membres dibuixaven el que es coneix com a triangle d'Einthoven, un principi encara utilitzat en l'enregistrament de l'ECG actual.

## Tipus d'intervals ECG

### ECG: intervals, segments i ones (feu clic a la imatge)
|  |  |  |  |  |
|  |  |  |  |  |